# 진구마에

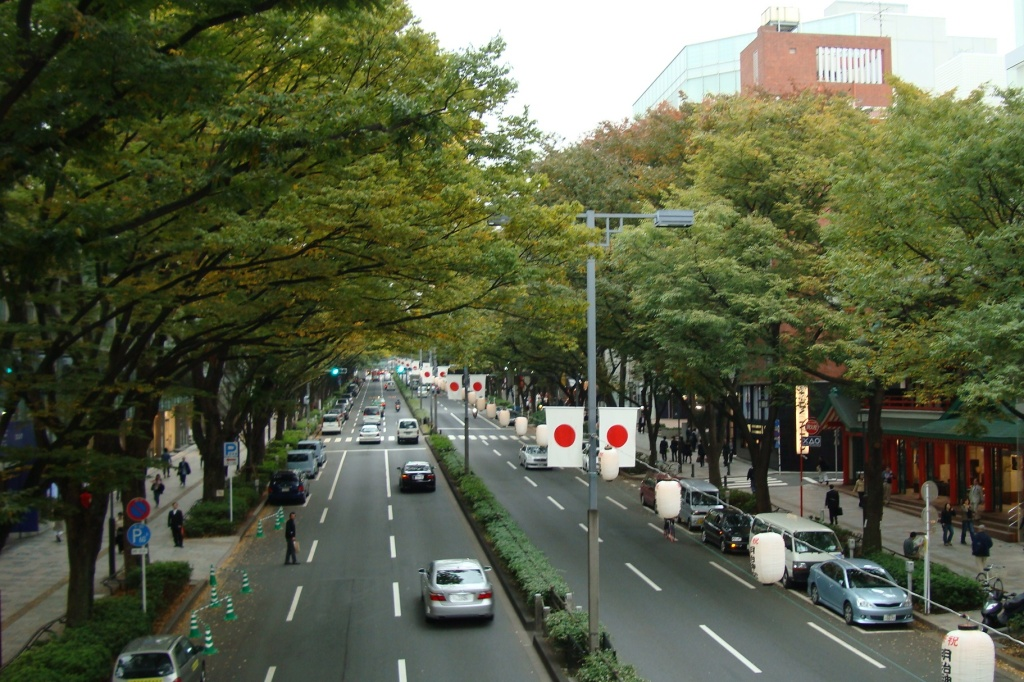
오모테산도. 오른쪽(남서쪽)이 진구마에5초메, 왼쪽(북동쪽)이 진구마에4초메 지역이 된다.

진구마에(神宮前)는 도쿄도 시부야구의 정명이다. 현재 행정지명은 진구마에1초메부터 진구마에6초메까지이다.
하라주쿠 및 오모테산도로 통칭되는 지역의 공식 지명으로, 주로 상업지와 고급 주택가로 구성되어 있다. 지명의 유래는 메이지 신궁(시부야구 요요기카미조노초)의 참배로가 있는 것에서 유래했다. 북서쪽에서 시계 방향으로 1초메부터 6초메까지이다.
인접한 센다가야 지구와 함께 지역 대부분(1초메 - 4초메 전역 및 5, 6초메 일부)이 문교지구로 지정되어, 유흥업소에 해당되는 점포는 거의 없다.